# Staoueli
Staoueli (în arabă سطاوالي) este o comună din provincia Alger, Algeria.
Populația comunei este de 47.664 locuitori (2008).